# Les Évadés de Maze
 (novembre 2020).
Si vous disposez d'ouvrages ou d'articles de référence ou si vous connaissez des sites web de qualité traitant du thème abordé ici, merci de compléter l'article en donnant les références utiles à sa vérifiabilité et en les liant à la section « Notes et références ».
Pour plus de détails, voir Fiche technique et Distribution.
Les Évadés de Maze (Maze) est un thriller britannico-irlandais écrit et réalisé par Stephen Burke, sorti en 2017. Le film est tiré d'une histoire vraie, celle de l'évasion de la prison de Maze qui s'est déroulée en 1983.

## Synopsis
1983, Irlande du Nord. la prison de Maze est l'une des prisons de haute sécurité les plus modernes et les mieux gardées d'Europe. Elle est surtout célèbre pour avoir été celle de nombreux prisonniers politiques issus de l'IRA. En septembre 1983, Larry Marley arrête sa grève de la faim qui avait pour but de protester contre les conditions de détention des membres de l'IRA. Il est aussitôt incarcéré dans la prison de Maze où il est surveillé par le gardien Gordon Close. Ce dernier échappe de justesse à une tentative de meurtre et manque de mourir. Au sein de Maze, les tensions sont vives entre prisonniers catholiques et protestants loyalistes. Alors qu'il apprend que son fils se rapproche de l'IRA comme lui, Larry décide d'organiser une évasion massive des détenus. Mais il n'a pas d'autre choix que de se rapprocher du maton Gordon. Dès lors, alors que le temps presse pour s'enfuir, un jeu de manipulation s'installe entre les deux hommes que tout oppose et dont ils ne ressortiront pas indemnes...

## Fiche technique
- Titre original : Maze
- Titre français : Les Évadés de Maze
- Réalisation et scénario : Stephen Burke
- Montage : John O'Connor
- Photographie : David Grennan
- Production : Brendan J. Byrne et Jane Doolan
- Sociétés de production : Mammoth Films, Cyprus Avenue Films et Filmgate Films
- Société de distribution : Lionsgate
- Pays d'origine :  Royaume-Uni,  Irlande
- Langue originale : anglais
- Format : couleur
- Genre : thriller
- Durée : 92 minutes
- Dates de sortie  :
  -  Irlande,  Royaume-Uni : 22 septembre 2017
  -  France : 11 avril 2018 (DVD)

## Distribution
- Tom Vaughan-Lawlor : Larry Marley
- Barry Ward : Gordon Close
- Martin McCann : Oscar
- Eileen Walsh : Kate Marley
- Aaron Monahan : Joe
- Niamh McGrady : Jill
- Ross McKinney : Danny Marley
- Elva Trill : la jeune veuve
- Tim Creed : Brendan 'Bik' MacFarlane
- Cillian O'Sullivan : Bobby
- Patrick Buchanan : Gerry
- Andy Kellegher : Warder Williams
- David Coakley : George
- Will Irvine : Maguire
- Stefan Dunbar : Ken
- James Browne : Craig
- Ella Connolly : Janet
- Michael Power : John Adams
- Robert Fawsitt : Tom
- Seán T. Ó Meallaigh : Michael
- Aidan O'Hare : O' Brien